# ماتیا پرسکالو
ماتیا پرسکالو (انگلیسی: Matija Prskalo؛ زادهٔ ۱۹۶۶ (۵۸–۵۹ سال)) یک هنرپیشه اهل کرواسی است. وی از سال ۱۹۹۰ میلادی تاکنون مشغول فعالیت بوده‌است.
از فیلم‌ها یا برنامه‌های تلویزیونی که وی در آن نقش داشته است می‌توان به نگاه دوست داشتنی اشاره کرد.